# San Pietro Apostolo
San Pietro Apostolo  község (comune) Olaszország Calabria régiójában, Catanzaro megyében.

## Fekvése
A megye északi részén fekszik. Határai: Decollatura, Gimigliano, Miglierina, Serrastretta, Tiriolo, Cicala, Soveria Mannelli és Marcellinara.

## Története
A 16. században alapították, miután Motta Santa Lucia lakosai egy templomot építettek Péter apostol tiszteletére a mai központ területén. Középkori épületeinek nagy része az 1783-as calabriai földrengésben elpusztult. A 19. század elején vált önálló községgé, amikor a Nápolyi Királyságban felszámolták a feudalizmust.

## Népessége
A népesség számának alakulása:

## Főbb látnivalói
- San Pietro-templom
- Madonna del Carmelo-templom